# Achiet-le-Petit
Ne doit pas être confondu avec Achiet-le-Grand.
Achiet-le-Petit est une commune française située dans le département du Pas-de-Calais en région Hauts-de-France. Ses habitants sont appelés les Achiétois.
La commune fait partie de la communauté de communes du Sud-Artois qui regroupe 64 communes et compte 27 059 habitants en 2021.

## Géographie

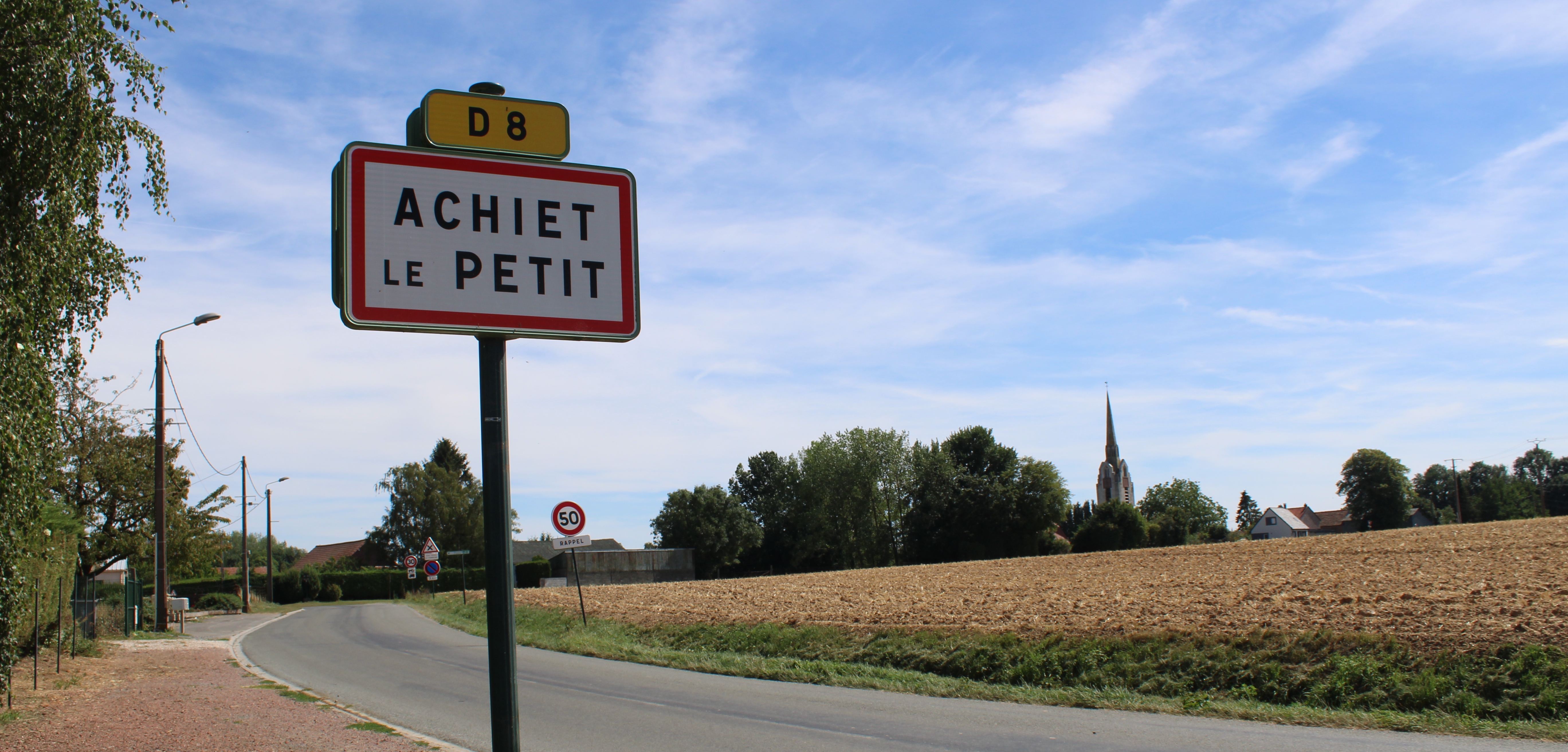
Entrée du village.

### Localisation
Le territoire de la commune est limitrophe de ceux de sept communes.
Les communes limitrophes sont Courcelles-le-Comte, Irles, Miraumont, Ablainzevelle, Achiet-le-Grand, Bucquoy et Grévillers.

### Géologie et relief
La superficie de la commune est de 7,25 km2 ; son altitude varie de 97  à   139 mètres.

### Hydrographie
La commune est située dans le bassin Artois-Picardie. Elle n'est drainée par aucun cours d'eau,.

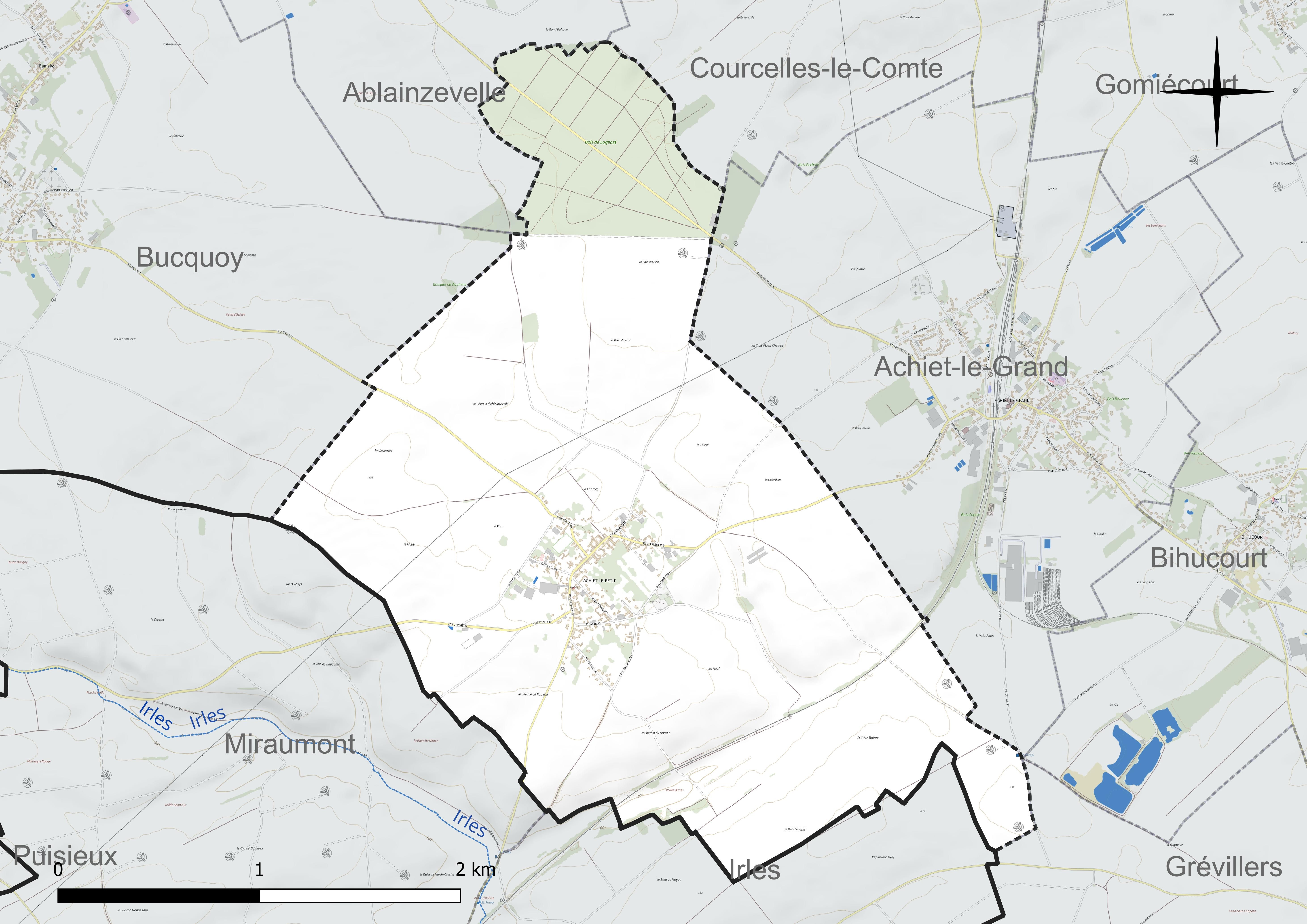
Réseau hydrographique d'Achiet-le-Petit.

### Climat
Pour des articles plus généraux, voir Climat des Hauts-de-France et Climat du Pas-de-Calais.
En 2010, le climat de la commune est de type climat océanique dégradé des plaines du Centre et du Nord, selon une étude du CNRS s'appuyant sur une série de données couvrant la période 1971-2000. En 2020, Météo-France publie une typologie des climats de la France métropolitaine dans laquelle la commune est exposée à un climat océanique et est dans la région climatique Nord-est du bassin Parisien, caractérisée par un ensoleillement médiocre, une pluviométrie moyenne régulièrement répartie au cours de l'année et un hiver froid (3 °C).
Pour la période 1971-2000, la température annuelle moyenne est de 9,9 °C, avec une amplitude thermique annuelle de 14,7 °C. Le cumul annuel moyen de précipitations est de 809 mm, avec 12,2 jours de précipitations en janvier et 9,2 jours en juillet. Pour la période 1991-2020, la température moyenne annuelle observée sur la station météorologique la plus proche, située sur la commune de Wancourt à 16 km à vol d'oiseau, est de 10,8 °C et le cumul annuel moyen de précipitations est de 711,4 mm,. Pour l'avenir, les paramètres climatiques de la commune estimés pour 2050 selon différents scénarios d'émission de gaz à effet de serre sont consultables sur un site dédié publié par Météo-France en novembre 2022.

### Paysages
Pour un article plus général, voir Paysage en France.
La commune s’inscrit dans les « paysages des grandes plaines arrageoises et cambrésiennes » tels qu'ils sont définis dans l'atlas de paysages de la région Nord-Pas-de-Calais, conçu par la direction régionale de l'Environnement, de l'Aménagement et du Logement (DREAL),. 
Ces « paysages des grandes plaines arrageoises et cambrésiennes », qui concernent 238 communes, sont constitués de 80,36 % de cultures, de 8,01 % d'espaces artificialisés avec les communes principales de Cambrai, Caudry, Bapaume et Avesnes-le-Comte, de 7,25 % de prairies naturelles, permanentes, de 3,19 % de forêts et de milieux semi-naturels, 0,77 % de friches industrielles, de 0,38 % de cours d'eau et plan d'eau et de 0,04 % d’espaces industriels. Ces paysages sont dominés par les « grandes cultures » de céréales et de betteraves industrielles qui représentent 70 % de la surface agricole utilisée (SAU).

## Urbanisme

### Typologie
Au 1er janvier 2024, Achiet-le-Petit est catégorisée commune rurale à habitat dispersé, selon la nouvelle grille communale de densité à sept niveaux définie par l'Insee en 2022.
Elle est située hors unité urbaine. Par ailleurs la commune fait partie de l'aire d'attraction d'Arras, dont elle est une commune de la couronne,. Cette aire, qui regroupe 163 communes, est catégorisée dans les aires de 50 000 à moins de 200 000 habitants,.

### Occupation des sols
L'occupation des sols de la commune, telle qu'elle ressort de la base de données européenne d'occupation biophysique des sols Corine Land Cover (CLC), est marquée par l'importance des territoires agricoles (83,4 % en 2018), une proportion identique à celle de 1990 (83,4 %). La répartition détaillée en 2018 est la suivante : 
terres arables (83,4 %), forêts (10,6 %), zones urbanisées (6,1 %). L'évolution de l'occupation des sols de la commune et de ses infrastructures peut être observée sur les différentes représentations cartographiques du territoire : la carte de Cassini (XVIIIe siècle), la carte d'état-major (1820-1866) et les cartes ou photos aériennes de l'IGN pour la période actuelle (1950 à aujourd'hui).

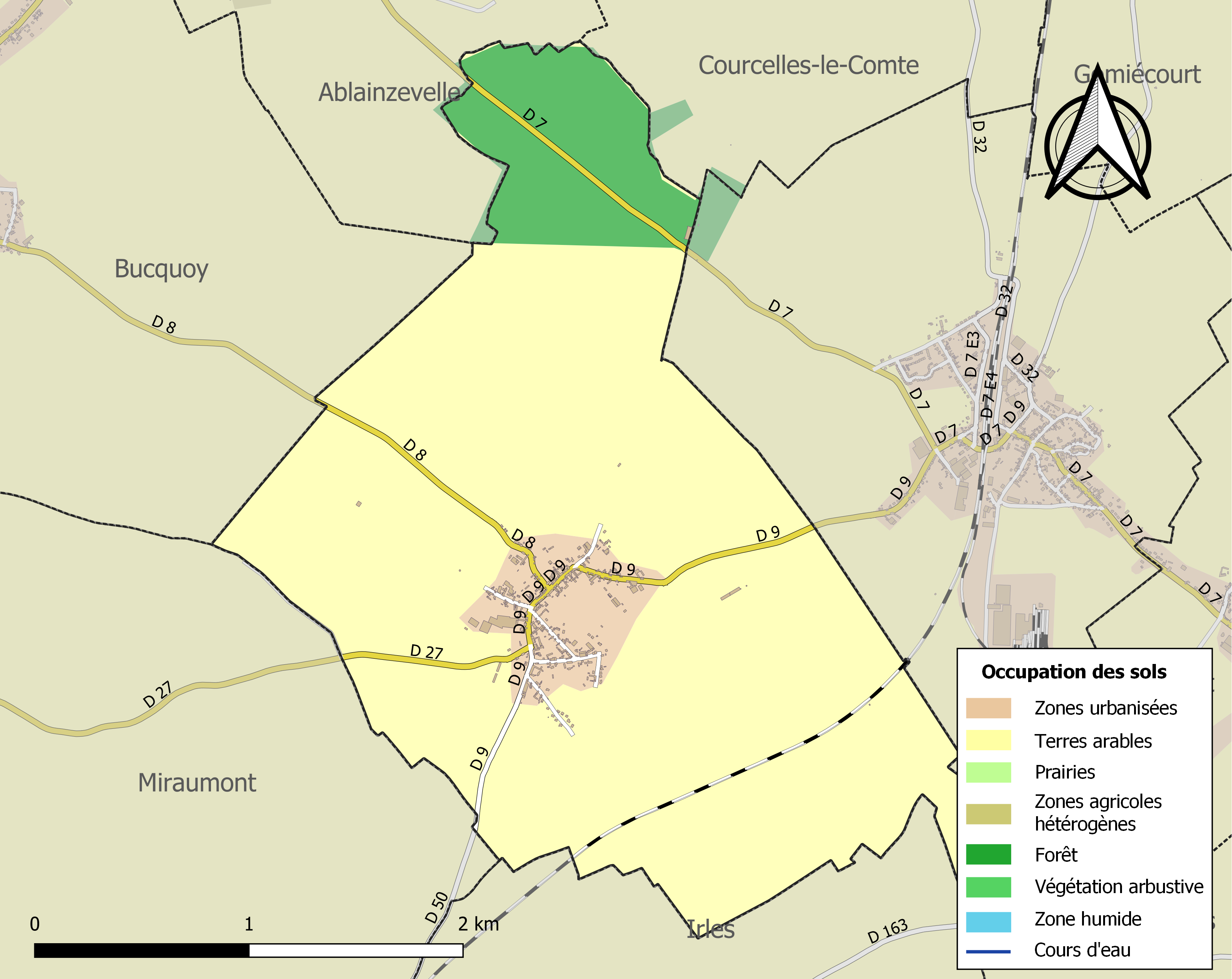
Carte des infrastructures et de l'occupation des sols de la commune en 2018 (CLC).

## Toponymie

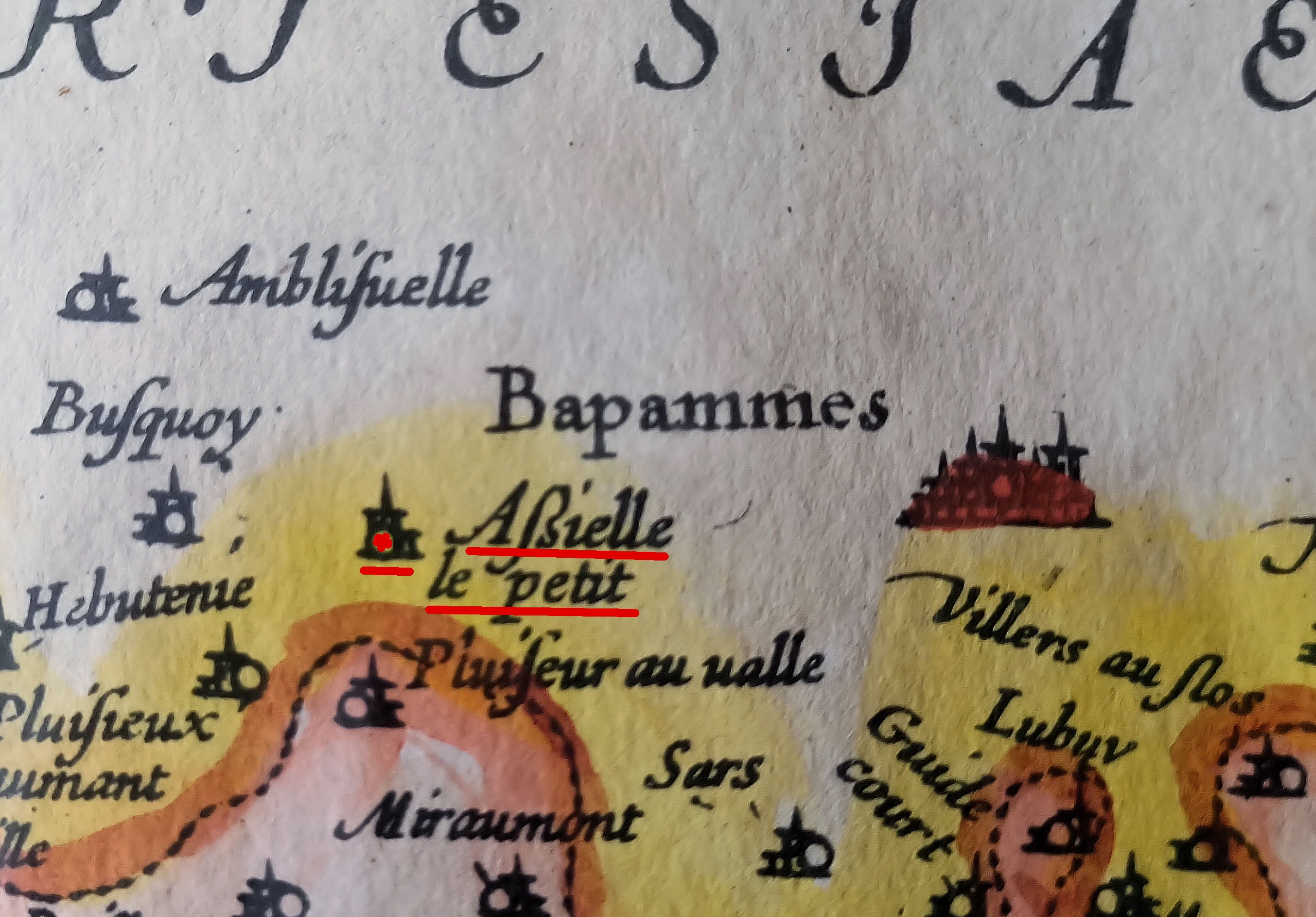
Sur une carte de la Picardie de 1620, Achiet-le-Petit se nommait Achielle.

Le nom de la localité est attesté sous les formes Ascehel en 1098, Asceel en 1159, Aisseel et Aichel en 1263 (Dans le cartulaire de l'abbaye de Saint-Vaast), Assiet-le-Chastellain en 1407 qui deviendra Aziet-le-Petit en 1651.
Nous pouvons aussi noter un Achiès-le-Petit dit le Petit-Bergam au XVIIe siècle.
Nom issu du mot germanique ask ou asch désignant le frêne.

## Histoire

### Première Guerre mondiale
Après la bataille des Frontières du 7 au 24 août 1914, devant les pertes subies, l'État-Major français décide de battre en retraite depuis la Belgique. Dès le 28 août, les Allemands s'emparent du village d'Achiet-le-Petit et poursuivent leur route vers l'ouest. Dès lors commença l'occupation allemande.
Des arrêtés de la kommandantur obligeaient, à date fixe, sous la responsabilité du maire et du conseil municipal, sous peine de sanctions, la population à fournir : blé, œufs, lait, viande, légumes, destinés à nourrir les soldats du front. Toutes les personnes valides devaient effectuer des travaux agricoles ou d'entretien.

En mars 1917, les Allemands décident de se retirer sur la ligne Hindenburg, ligne fortifiée située à une vingtaine de km à l'est devant Cambrai. Avant leur départ, le village est évacué de ses habitants et toutes les constructions (église, mairie, maisons) sont systématiquement dynamitées, tous les arbres sont coupés, les puits pollués avec du fumier.

Les troupes britanniques prennent alors possessions des ruines. Achiet-le-Petit repassera aux mains des Allemands en mars 1918 lors de l'offensive du Kaiser jusqu'au 23 août 1918, date à laquelle le village sera définitivement repris par les troupes du Commonwealth après de violents combats, attestés par la présence de nombreux cimetières britanniques ou allemands dans le secteur.

Après l'armistice, les habitants reviennent peu à peu au village. Alors commença une longue période de reconstruction.

Vu les souffrances endurées par la population pendant les quatre années d'occupation et les dégâts aux constructions, la commune s'est vu décerner la croix de guerre 1914-1918 le 23 septembre 1920.

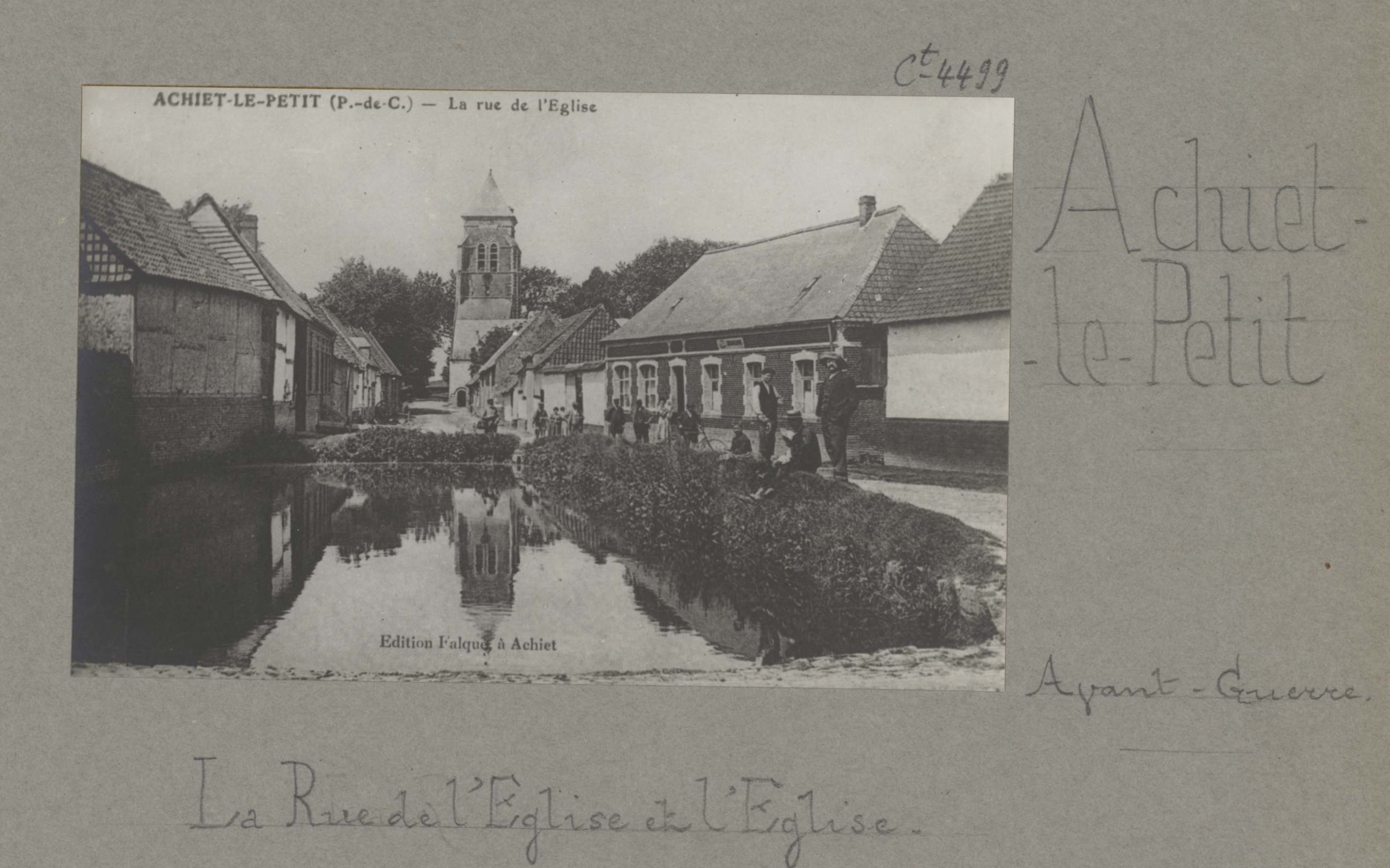
Carte postale de l'église avant 1914.
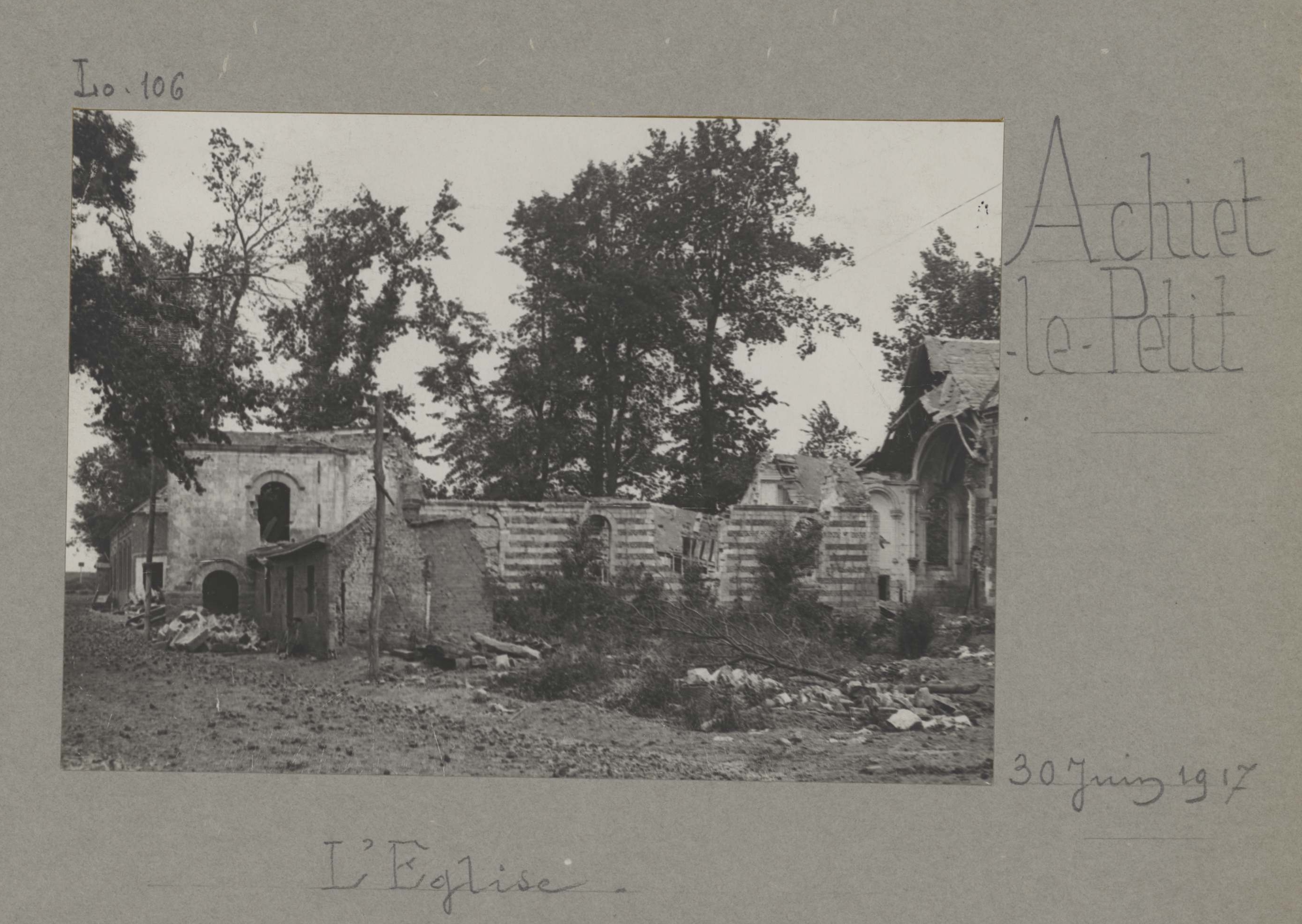
Les ruines de l'église en 1917.
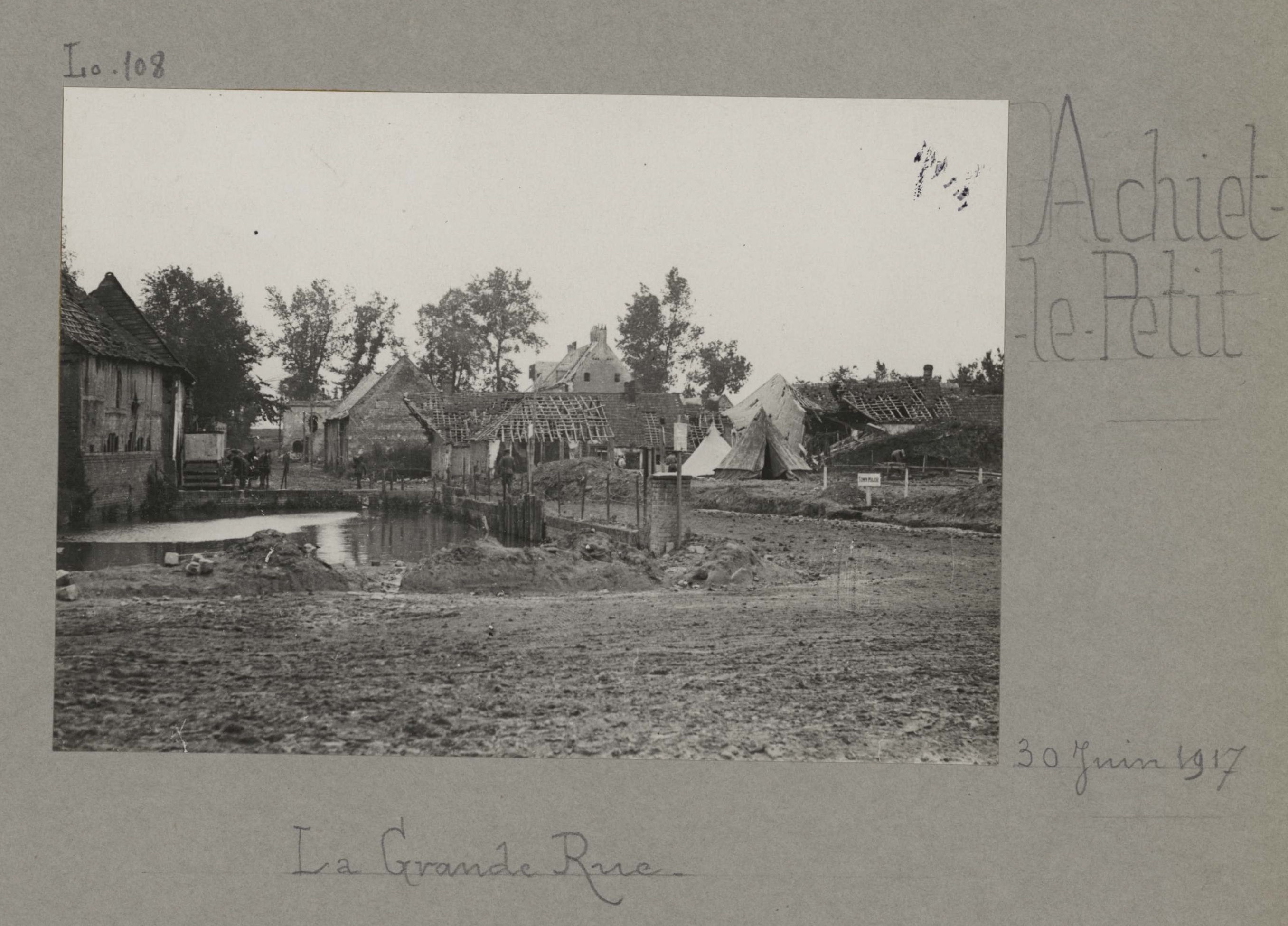
Les ruines du village en 1917.
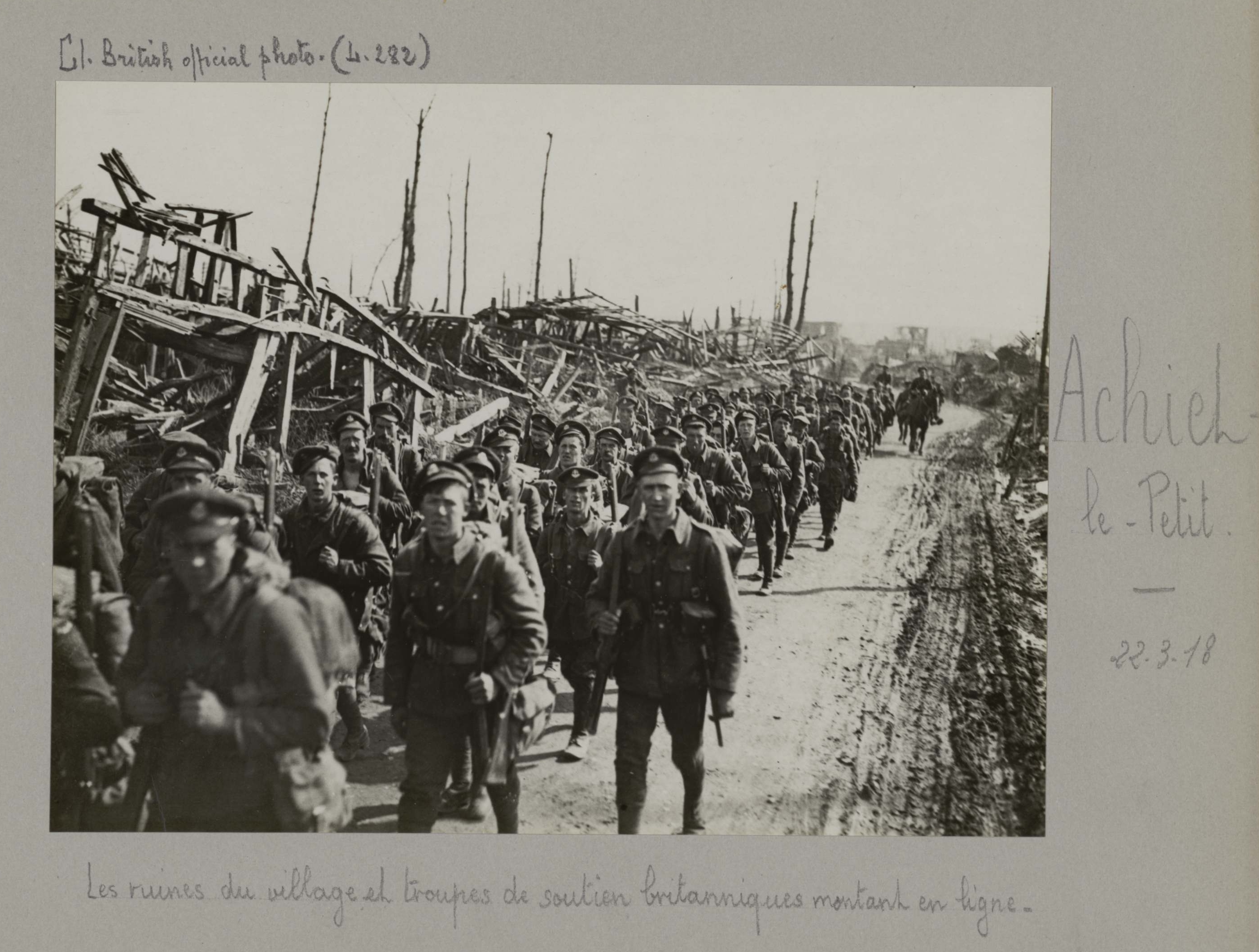
Les troupes britanniques traversant le village en ruines en mars 1918.
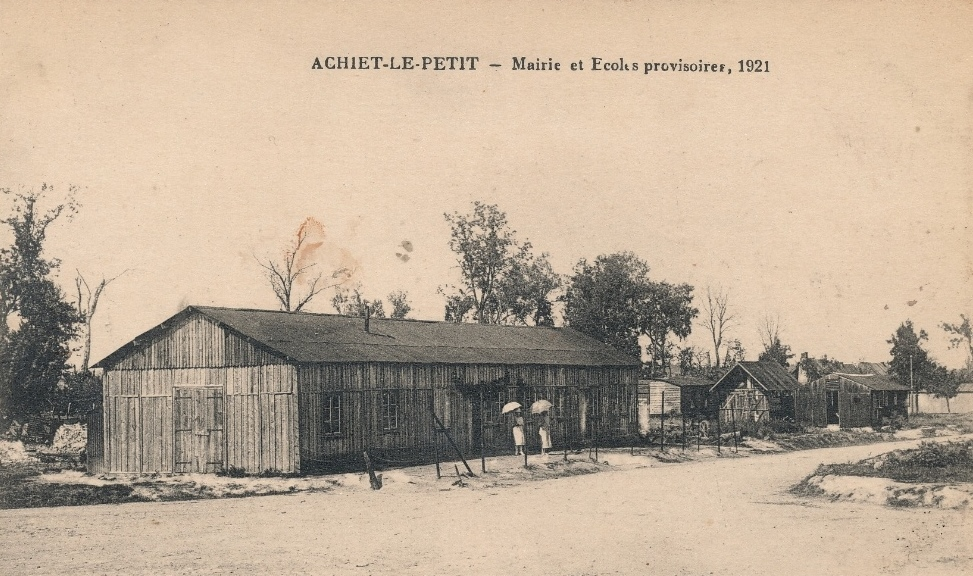
Le village en reconstruction en 1921.
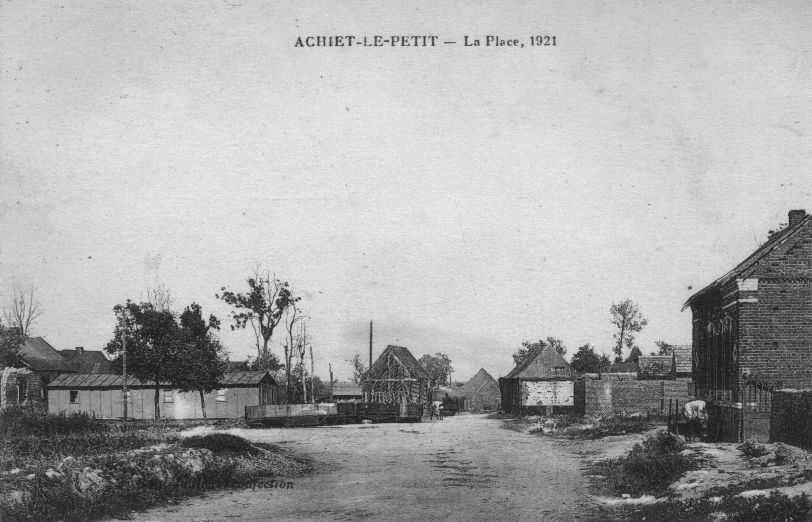
Le village en reconstruction en 1921.
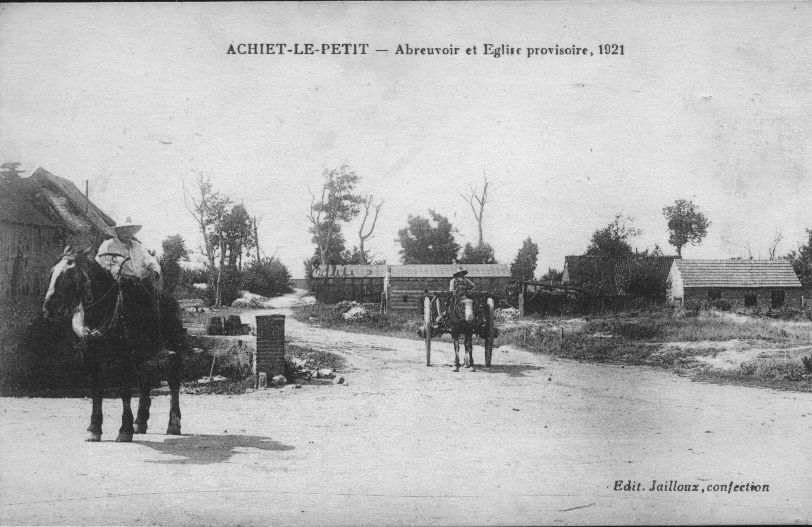
Le village en reconstruction en 1921.

### Seconde Guerre mondiale

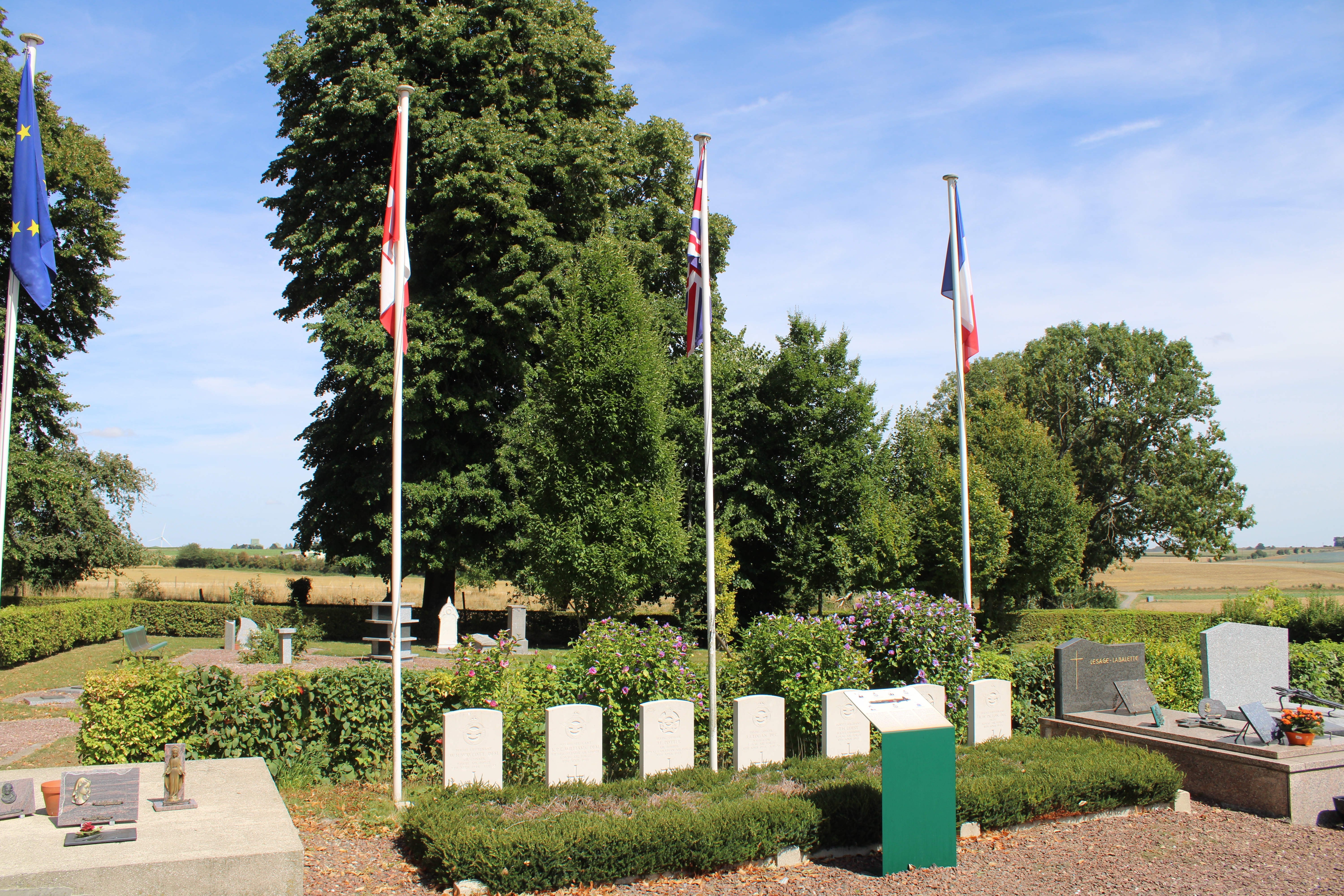
Le carré militaire des sept aviateurs britanniques.

Le 11 avril 1944, un bombardier quadrimoteur Lancaster de la RAF de retour de mission est touché par les tirs d'un avion allemand et s'écrase sur le territoire de la commune d'Achiet-le-Petit. Les sept hommes d'équipage sont inhumés dans le carré militaire du cimetière communal.

## Politique et administration

### Découpage territorial
La commune se trouve dans l'arrondissement d'Arras du département du Pas-de-Calais.

#### Commune et intercommunalités
La commune est membre de la communauté de communes du Sud-Artois.

#### Circonscriptions administratives
La commune est rattachée au canton de Bapaume.

#### Circonscriptions électorales
Pour l'élection des députés, la commune fait partie de la première circonscription du Pas-de-Calais.

### Élections municipales et communautaires

#### Liste des maires
| Période                                  | Période                       | Identité         | Étiquette | Qualité              |
| ---------------------------------------- | ----------------------------- | ---------------- | --------- | -------------------- |
| Les données manquantes sont à compléter. |                               |                  |           |                      |
| 2001                                     | 2014                          | Daniel Lavoisier |           |                      |
| 2014                                     | juillet 2020                  | Xavier Duquesne  |           | Agriculteur retraité |
| juillet 2020                             | En cours (au 18 juillet 2020) | Philippe Lesage  |           | Géomètre retraité    |

### Autres élections
Le résultat de l'élection présidentielle de 2012 dans cette commune est le suivant :
| Candidat       | Candidat                    | Premier tour | Premier tour | Second tour | Second tour |
| Candidat       | Candidat                    | Voix         | %            | Voix        | %           |
| -------------- | --------------------------- | ------------ | ------------ | ----------- | ----------- |
|                | Eva Joly (EÉLV)             | 3            | 1,36         |             |             |
|                | Marine Le Pen (FN)          | 50           | 22,73        |             |             |
|                | Nicolas Sarkozy (UMP)       | 64           | 29,09        | 105         | 49,53       |
|                | Jean-Luc Mélenchon (FG)     | 27           | 12,27        |             |             |
|                | Philippe Poutou (NPA)       | 1            | 0,45         |             |             |
|                | Nathalie Arthaud (LO)       | 1            | 0,45         |             |             |
|                | Jacques Cheminade (SP)      | 0            | 0,00         |             |             |
|                | François Bayrou (MoDem)     | 21           | 9,55         |             |             |
|                | Nicolas Dupont-Aignan (DLR) | 2            | 0,91         |             |             |
|                | François Hollande (PS)      | 51           | 23,98        | 107         | 50,47       |
|                |                             |              |              |             |             |
| Inscrits       | Inscrits                    | 250          | 100,00       | 250         | 100,00      |
| Abstentions    | Abstentions                 | 25           | 10,00        | 27          | 10,80       |
| Votants        | Votants                     | 225          | 90,00        | 223         | 89,20       |
| Blancs et nuls | Blancs et nuls              | 5            | 2,22         | 11          | 4,93        |
| Exprimés       | Exprimés                    | 220          | 97,78        | 212         | 95,07       |

#### Élection présidentielle de 2017
Le résultat de l'élection présidentielle de 2017 dans cette commune est le suivant :
| Candidat    | Candidat                    | Premier tour | Premier tour | Deuxième tour | Deuxième tour |  |
| Candidat    | Candidat                    | %            | Voix         | %             | Voix          |  |
| ----------- | --------------------------- | ------------ | ------------ | ------------- | ------------- |  |
|             | Nicolas Dupont-Aignan (DLF) | 6,54         | 14           |               |               |  |
|             | Marine Le Pen (FN)          | 39,25        | 84           | 55,33         | 109           |  |
|             | Emmanuel Macron (EM)        | 18,69        | 40           | 44,67         | 88            |  |
|             | Benoît Hamon (PS)           | 1,87         | 4            |               |               |  |
|             | Nathalie Arthaud (LO)       | 0,47         | 1            |               |               |  |
|             | Philippe Poutou (NPA)       | 1,40         | 3            |               |               |  |
|             | Jacques Cheminade (SP)      | 0,00         | 0            |               |               |  |
|             | Jean Lassalle (RES)         | 0,00         | 0            |               |               |  |
|             | Jean-Luc Mélenchon (LFI)    | 16,82        | 36           |               |               |  |
|             | François Asselineau (UPR)   | 0,00         | 0            |               |               |  |
|             | François Fillon (LR)        | 14,95        | 32           |               |               |  |
|             |                             |              |              |               |               |  |
| Inscrits    | Inscrits                    | 267          | 100,00       | 267           | 100,00        |  |
| Abstentions | Abstentions                 | 50           | 18,73        | 42            | 15,73         |  |
| Votants     | Votants                     | 217          | 81,27        | 225           | 84,27         |  |
| Blancs      | Blancs                      | 3            | 1,38         | 14            | 6,22          |  |
| Nuls        | Nuls                        | 0            | 0,00         | 14            | 6,22          |  |
| Exprimés    | Exprimés                    | 214          | 98,62        | 197           | 87,56         |  |

## Équipements et services publics

### Justice, sécurité, secours et défense
La commune dépend du tribunal judiciaire d'Arras, du conseil de prud'hommes d'Arras, de la cour d'appel de Douai, du tribunal de commerce d'Arras, du tribunal administratif de Lille, de la cour administrative d'appel de Douai et du tribunal pour enfants d'Arras.

## Population et société

### Démographie
Les habitants de la commune sont appelés les Achiétois.

#### Évolution démographique
L'évolution du nombre d'habitants est connue à travers les recensements de la population effectués dans la commune depuis 1793. Pour les communes de moins de 10 000 habitants, une enquête de recensement portant sur toute la population est réalisée tous les cinq ans, les populations de référence des années intermédiaires étant quant à elles estimées par interpolation ou extrapolation. Pour la commune, le premier recensement exhaustif entrant dans le cadre du nouveau dispositif a été réalisé en 2004.

En 2022, la commune comptait 311 habitants, en évolution de +4,01 % par rapport à 2016 (Pas-de-Calais : −0,72 %, France hors Mayotte : +2,11 %).
| 1793 | 1800 | 1806 | 1821 | 1831 | 1836 | 1841 | 1846 | 1851 |
| ---- | ---- | ---- | ---- | ---- | ---- | ---- | ---- | ---- |
| 498  | 522  | 578  | 624  | 684  | 648  | 639  | 647  | 663  |

| 1856 | 1861 | 1866 | 1872 | 1876 | 1881 | 1886 | 1891 | 1896 |
| ---- | ---- | ---- | ---- | ---- | ---- | ---- | ---- | ---- |
| 649  | 671  | 683  | 695  | 692  | 677  | 661  | 621  | 595  |

| 1901 | 1906 | 1911 | 1921 | 1926 | 1931 | 1936 | 1946 | 1954 |
| ---- | ---- | ---- | ---- | ---- | ---- | ---- | ---- | ---- |
| 571  | 552  | 559  | 351  | 433  | 432  | 416  | 436  | 439  |

| 1962 | 1968 | 1975 | 1982 | 1990 | 1999 | 2004 | 2006 | 2009 |
| ---- | ---- | ---- | ---- | ---- | ---- | ---- | ---- | ---- |
| 407  | 358  | 358  | 355  | 348  | 328  | 322  | 321  | 336  |

| 2014 | 2019 | 2022 | - | - | - | - | - | - |
| ---- | ---- | ---- | - | - | - | - | - | - |
| 309  | 311  | 311  | - | - | - | - | - | - |

#### Pyramide des âges
La population de la commune est relativement jeune.
En 2018, le taux de personnes d'un âge inférieur à 30 ans s'élève à 33,1 %, soit en dessous de la moyenne départementale (36,7 %). À l'inverse, le taux de personnes d'âge supérieur à 60 ans est de 24,7 % la même année, alors qu'il est de 24,9 % au niveau départemental.
En 2018, la commune comptait 159 hommes pour 148 femmes, soit un taux de 51,79 % d'hommes, largement supérieur au taux départemental (48,5 %).
Les pyramides des âges de la commune et du département s'établissent comme suit.
| Hommes | Classe d’âge | Femmes |
| ------ | ------------ | ------ |
| 0,0    | 90 ou +      | 1,3    |
| 7,5    | 75-89 ans    | 12,7   |
| 16,8   | 60-74 ans    | 11,3   |
| 26,7   | 45-59 ans    | 25,3   |
| 16,8   | 30-44 ans    | 15,3   |
| 13,0   | 15-29 ans    | 16,7   |
| 19,3   | 0-14 ans     | 17,3   |

| Hommes | Classe d’âge | Femmes |
| ------ | ------------ | ------ |
| 0,5    | 90 ou +      | 1,6    |
| 5,6    | 75-89 ans    | 8,9    |
| 16,7   | 60-74 ans    | 18,1   |
| 20,2   | 45-59 ans    | 19,2   |
| 18,9   | 30-44 ans    | 18,1   |
| 18,2   | 15-29 ans    | 16,2   |
| 19,9   | 0-14 ans     | 17,9   |

## Culture locale et patrimoine

### Lieux et monuments
- Le cimetière militaire allemand.
- Le monument aux morts[31].
- L'église Saint-Martin.

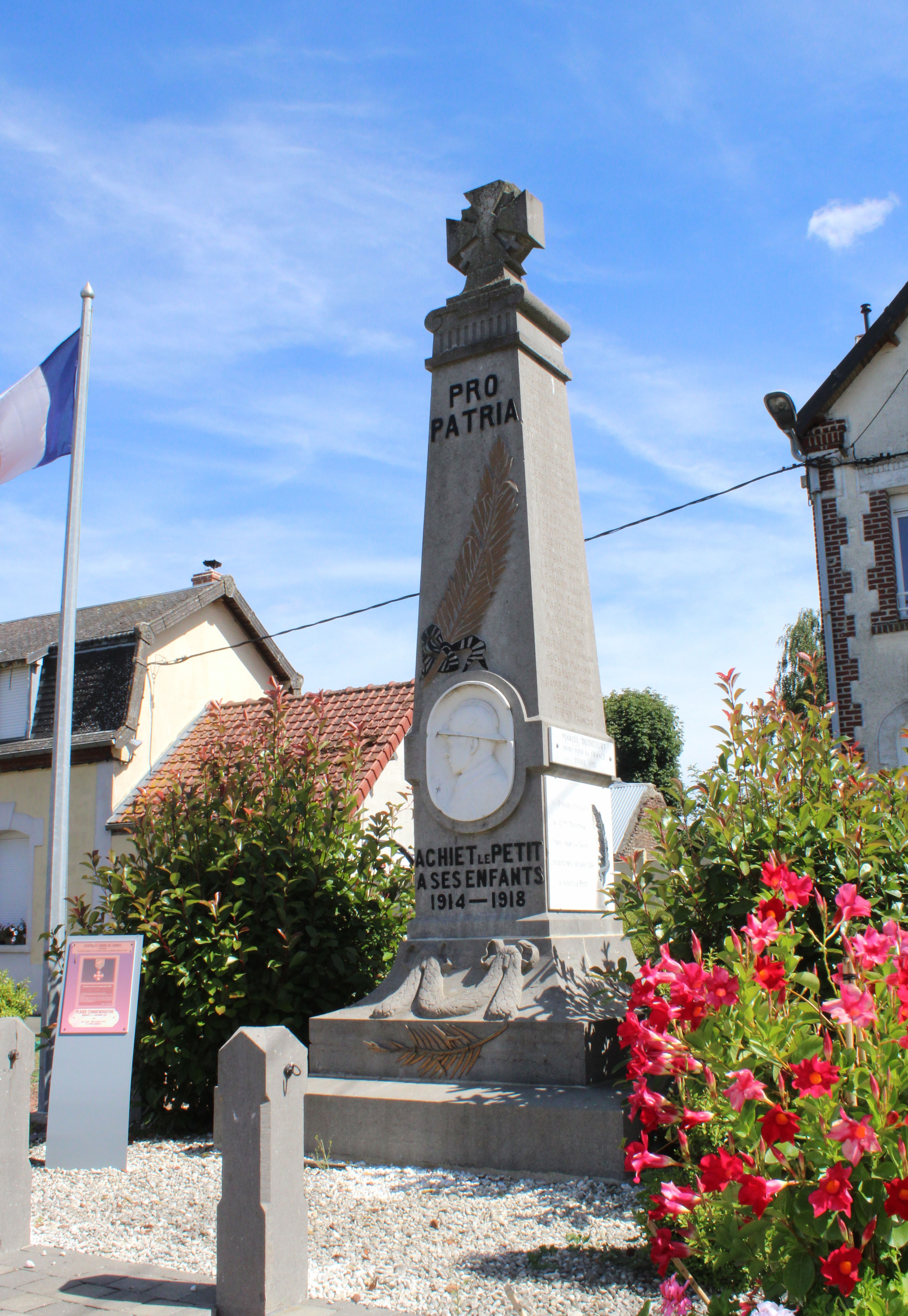
Le monument aux morts.
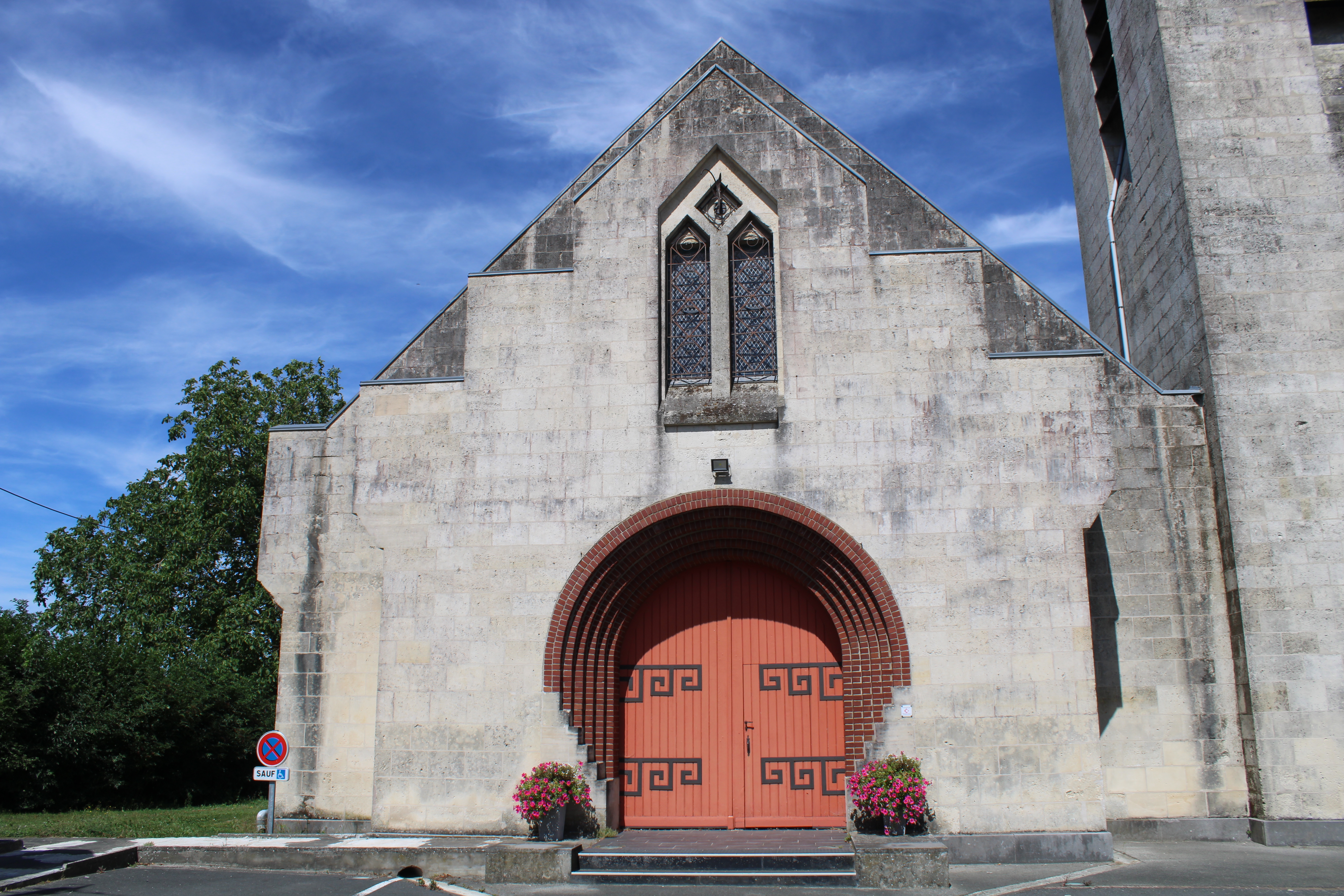
L'église reconstruite dans les années 1920.

### Personnalités liées à la commune
- Guillaume-Marie-Joseph Labouré (1841, Achiet-le-Petit - 1906, Rennes), homme d'église, cardinal. Très attaché à sa commune de naissance, il sut y revenir régulièrement malgré ses obligations. Le cardinal Labouré est le grand oncle du Docteur Marc Labouré à qui l'Institut Yad Vashem de Jérusalem décerna le titre de Juste parmi les Nations le 30 octobre 2001.
- Seigneurs d'Achiet-le-Petit (voir ci-dessus).

### Héraldique
| Armes d'Achiet-le-Petit | Les armes d'Achiet-le-Petit se blasonnent ainsi : écartelé : aux 1 et 4 parti de gueules et d'argent, à un croissant de l'un en l'autre ; aux 2 et 3 de sable à la bande vivrée d'or accostée de deux lions du même posés dans le sens de la bande. (le dessin donne par erreur les lions d'argent). |

## Pour approfondir